# Dillo
Dillo är en webbläsare som är konstruerad för att vara så resurssnål och portabel som möjligt. Projektets uttalade mål är att "demokratisera tillgången till internet" genom att producera en webbläsare som både är fri, standardföljande, effektiv och som respekterar användarens privatliv exempelvis genom en strikt policy mot kakor (cookies) och körbar kod.
Från början baserades Dillo på grafikbiblioteket GTK+1.2, men på grund av flera nackdelar med bland annat internationellt språkstöd och kantutjämnade typsnitt i det numera föråldrade grafikbiblioteket började utvecklarna på en ny version som istället använde FLTK (Fast Light Toolkit), och det tillkännagavs att Dillo 0.8.6 skulle bli den förmodligen sista GTK-baserade versionen.
Den 25 februari 2007 publicerades information på Dillos hemsida där utvecklarna förklarade att de lagt projektet på is på grund av tidsbrist och i väntan på donationer eller fler utvecklare. Trots detta tycks arbetet ha fortsatt, och i slutet på augusti 2008 publicerades en nyhet som förklarade att den nya, omstrukturerade versionen av Dillo, kallad dillo-2, skulle släppas sent i september eller tidigt i oktober, och den 14 oktober släpptes Dillo 2.
Dillo har också porterats och körts på den fria mobiltelefonen Neo FreeRunner. 